# Oxalis clematodes
Oxalis clematodes là một loài thực vật có hoa trong họ Chua me đất. Loài này được Donn. Sm. mô tả khoa học đầu tiên năm 1893.